# Мишел Пилоу
Мишел Пилоу (на английски: Michelle Pillow) е плодовита американска писателка на бестселъри в жанра чиклит, фентъзи, и исторически, еротичен и паранормален любовен роман. Писала е и под псевдонимите Маделин Портър (Madelyn Porter) и Наоми Калинг (Naomi Kalling).

## Биография и творчество
Мишел Мари Пилоу е родена през 1977 г. в САЩ.
От 1995 г. е фотограф и фотожурналист към „Pretty Poison Photography“. В периода 2000 – 2001 г. учи фотография във Фотографски институт в Ню Йорк. От 2009 г. работи като журналист и редактор към списание „Paranormal Underground“ като интервюира изследователи на паранормалното.
От 2004 г. започва да публикува исторически любовни романи и чиклит романи с еротичен характер.
През 2004 г., заедно с колежката си, писателката Манди Рот, създават собствен сайт „The Raven“ за споделяне на новите си произведения с читателите. Той постига голям успех и през 2008 г., те основават собствена издателска компания „The Raven Books“, чрез която издават собствените си произведения, като и книги на други автори.
През 2012 г. получава бакалавърска степен по история с втора специалност по английски език от университета „Форт Хейс“ в Хейс, Канзас.
Мишел Пилоу живее в Нютън, Канзас. Има дъщеря.

## Произведения

### Самостоятелни романи
- Emerald Knight (2006)
- Maiden and the Monster (2006) – награда на списание „Romantic Times“
- The Mists of Midnight (2011)
- Lord of Fire, Lady of Ice (2013)

### Серия „Сестрите Матюс“ (Matthews Sisters)
1. Fierce Competition (2005)
Око за Око, Мъж за Мъж, изд. Издателска група „България“, София (2005), прев. Кристина Паскалева
2. Opposites Attract (2005)
Опасно привличане, изд. Издателска група „България“, София (2007), прев. Кристина Паскалева
3. Bit By The Bug (2006)
4. Along for the Ride (2007)
5. Recipe for Disaster (2008) – издаден и като „Her New Boss“
6. Degrees of Passion (2008)

### Серия „Драконите господари“ (Dragon Lords)
1. The Barbarian Prince (2005)
2. The Perfect Prince (2005)
3. The Dark Prince (2006)
4. The Warrior Prince (2006)
5. His Highness The Duke (2012)
6. The Stubborn Lord (2013)
7. The Reluctant Lord (2013)
8. The Impatient Lord (2014)
9. The Dragon's Queen (2014)

### Серия „Господарите на Вар“ (Lords of the Var)
1. The Savage King (2006)
2. The Playful Prince (2006)
3. The Bound Prince (2006)
4. The Rogue Prince (2011)
5. The Pirate Prince (2011)

### Серия „Веселия Купидон“ (Naughty Cupid)
1. Cupid's Enchantment (2010)
2. Cupid's Revenge (2010)
3. Cupid's Favor (2010)

### Серия „Божествени лечители“ (Divinity Healers)
и др.

### Участие в общи серии с други писатели

#### Серия „Горещи светове: Сага за Сило“ (Kindle Worlds: Silo Saga)
- Stranded (2014)
- Silo 1000 (2014) – сборник

от серията има още 12 романа от различни автори

### Новели
- Seize the Hunter (2006)
- Taming Him (2007) (with Kimberly Dean and Summer Devon)
- Mountain's Captive (2010)
- Silk (2010)
- Phantom of the Night: Theatre of Passion (2011)
- Romancing the Recluse: Stop Dragon My Heart Around (2011)
- Scorched Destiny (2011)
- Stolen Hours (2013)
- Arrested Desires (2013)
- Faire Justice (2013)
- Good with His Hands (2013)
- Last Man On Earth (2013)
- Rings of Gold (2014) Everlastingly (2014)

### Сборници
- Ultimate Warriors (2005) – с Джейд Фокс, Брена Лаиън и Джой Наш
- Prisoner of Love (2009) – с Джед Блек и Туини Тейлър
- Ghost Cats (2005) – с Джейси Кларк и Манди Рот
- Talons (2006) – с Джейси Кларк, Манди Рот, Сидни Съмърс и Шанън Стейси
- Phoenix Rising I (2006) – с Мари Харт, Шерил Куин, Алиша Спаркс и Моргана Уинтър
- Stop Dragon My Heart Around (2007) – с Манди Рот
- Red Light Specialists (2008) – с Манди Рот